# Kay Bailey Hutchison Convention Center

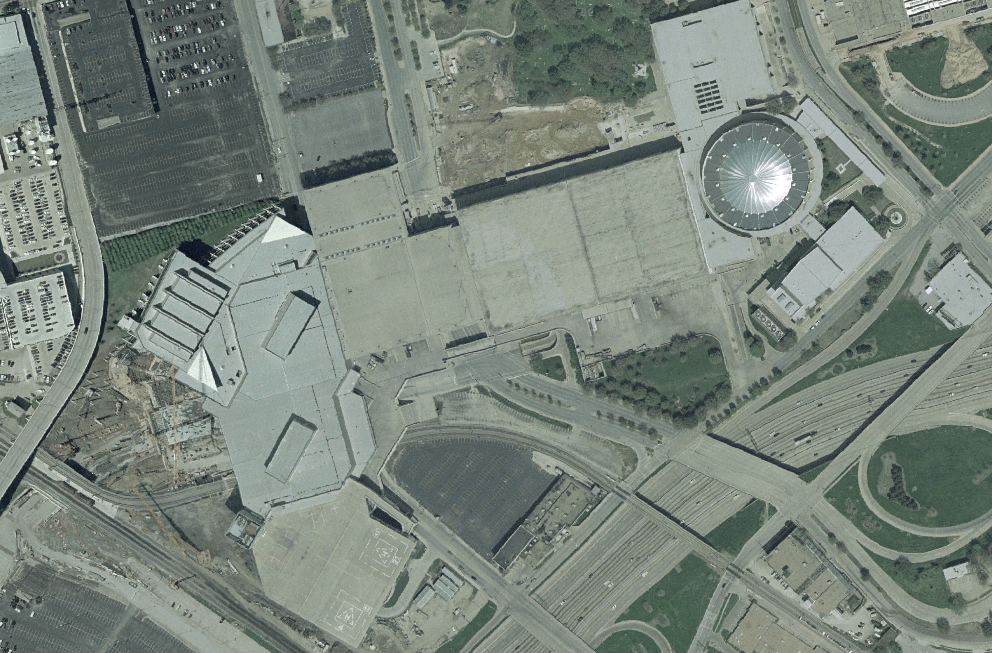
Luftaufnahme des Geländes

Das Kay Bailey Hutchison Convention Center ist ein Kongresszentrum in Dallas, Texas. Benannt ist es nach der ehemaligen US-Senatorin Kay Bailey Hutchison.

## Gebäude

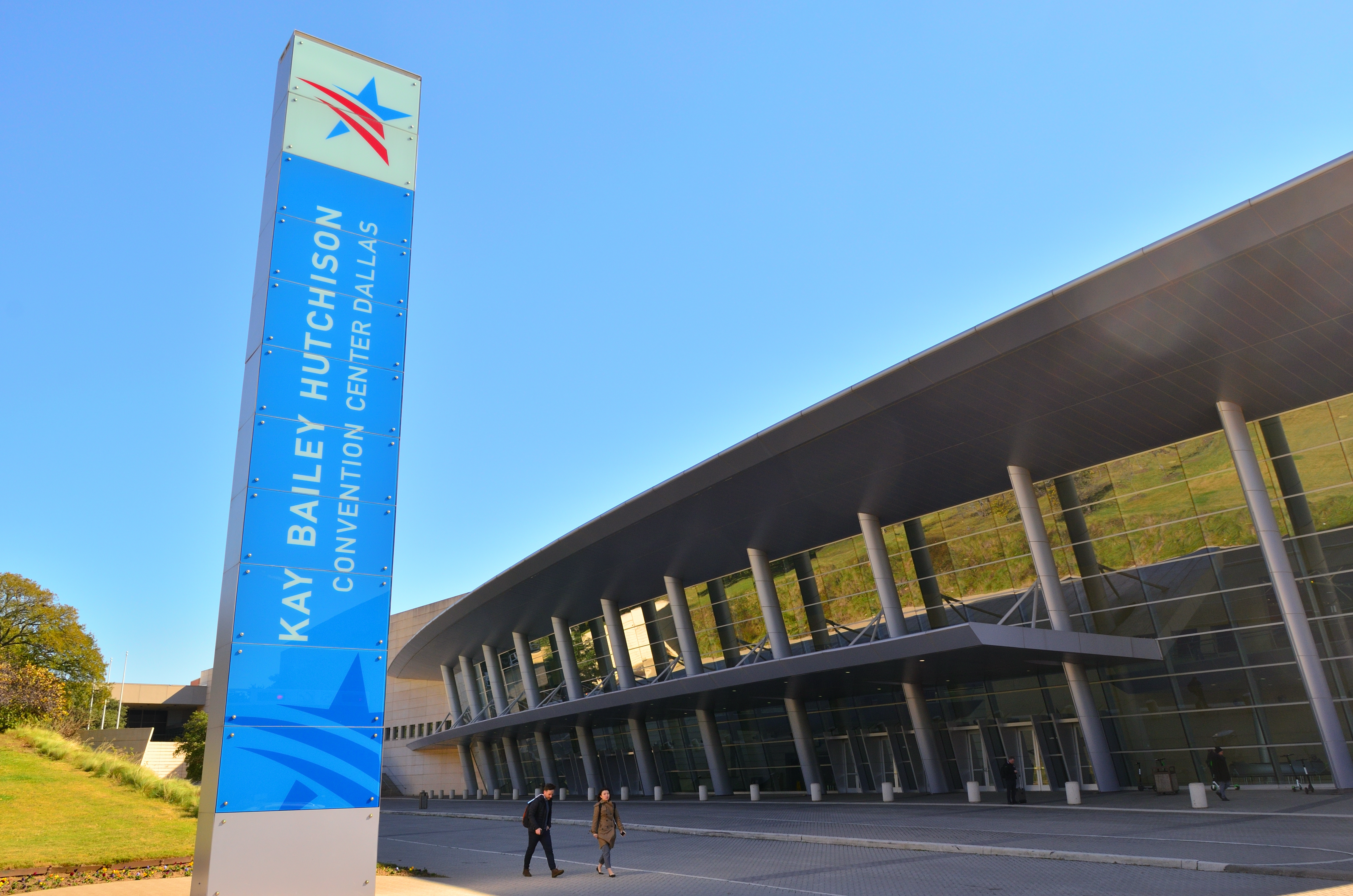
Eingang des Kay Bailey Hutchison Convention Center

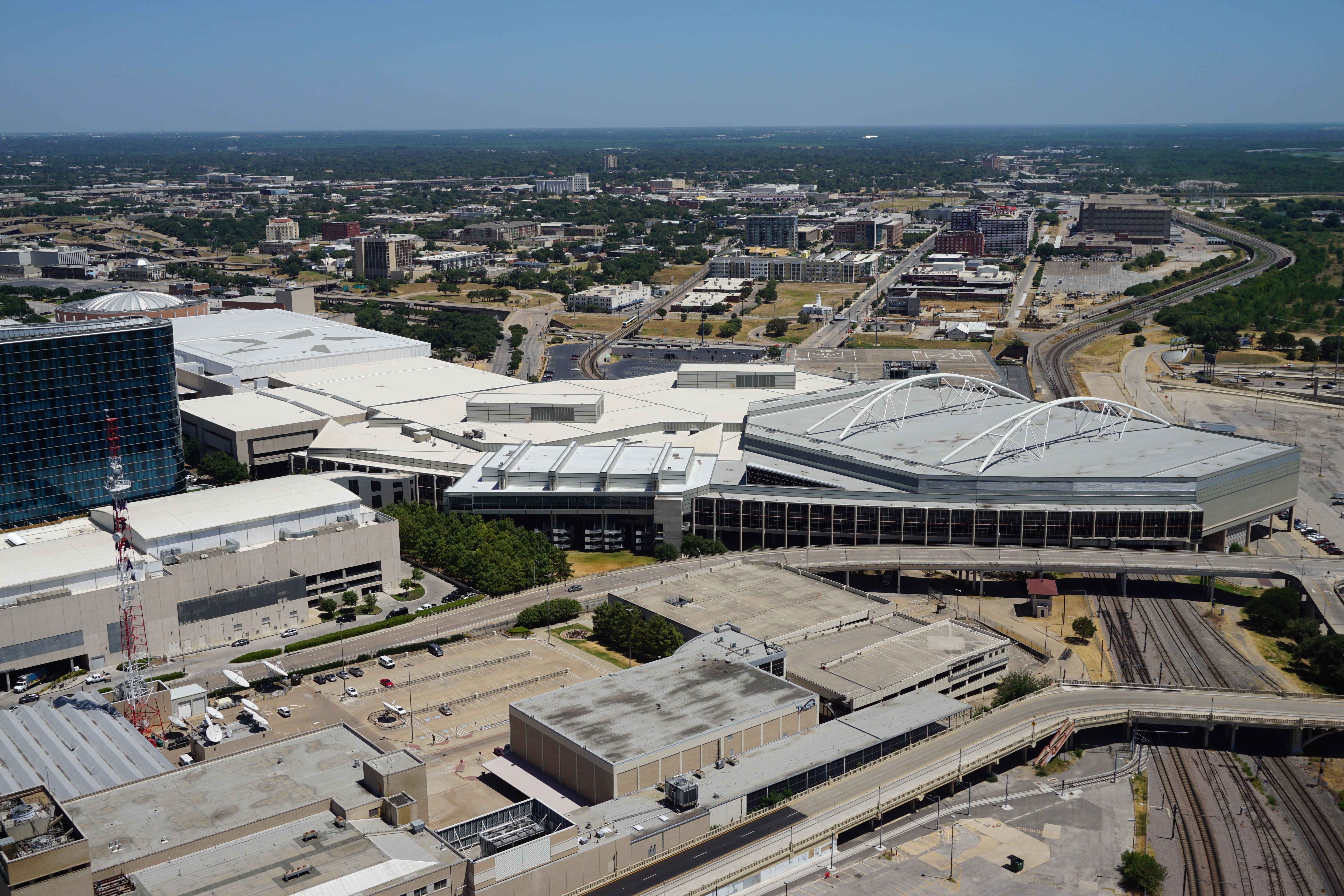
Blick auf das Kongresszentrum vom Reunion Tower

Der Architekt George Dahl entwarf die Struktur und Anordnung der Gebäude des Dallas Memorial Auditorium Mitte der 1950er Jahre. Im Jahr 1957 wurde es fertiggestellt und eröffnet. Das Hauptgebäude des Gebäudekomplexes besitzt eine Zuschauerkapazität von mehr als 10.000 Besuchern. In den 1970er Jahren wurde das Zentrum erneut umbenannt. Das erweiterte Areal des Zentrums war als Dallas Convention Center bekannt. In den Jahren 1984 und 1994 wurde das Center erneut erweitert. Seit dem Jahr 2002 ist der Campus des Geländes vollständig. Die bereits bestehende Reunion Arena wurde damals ebenfalls ein Teil des Gebäudekomplexes, sie wurde aber 2009 abgerissen, da sie aufgrund des inzwischen in Dallas vorhandenen American Airlines Center nicht mehr genug genutzt wurde. Das gesamte Areal des Kongresszentrums beträgt zwei Millionen Quadratfuß (≈185.000 m²); davon ist die Hälfte als Ausstellungs- und Veranstaltungsfläche nutzbar.
Das Dallas Memorial Auditorium ist der Hauptveranstaltungsort für Konzertveranstaltungen. In der Halle traten international bekannte Rock- und Popmusiker wie Elvis Presley, Eric Clapton,  Prince und Queen auf. Des Weiteren diente die Halle der Dallas Chaparrals und Texas Chaparrals als Heimatspielort und Trainingsstätte. Neben Baseballwettkämpfen wurden hier auch Wrestlingveranstaltungen durchgeführt.
Das Omni Dallas Convention Center Hotel mit über 1.000 Hotelzimmern befindet sich wie zahlreiche Theater, Kinos und Restaurants auf dem Campus des Kongresszentrums.